# Der Extremtester
Der Extremtester (orig. Tomtesterom) ist eine belgische Infotainment-Fernsehsendung von der Firma Toreador für den Flämischen Rundfunk VRT. Die Sendung wurde ab 2009 auf ZDFneo in niederländischer Sprache mit deutschem Off-Kommentar ausgestrahlt. In Deutschland war die zweite Staffel ab Montag, 6. September 2010 um 19:30 zu sehen.
Die 45-minütige Folgen beschäftigen sich mit dem aufkommenden Trend der Ratgeberbücher. Der in Belgien und den Niederlanden durchaus bekannte Moderator der Sendung, Tom Waes, begibt sich dabei mit seinem Filmteam auf die Suche nach dem Wahrheitsgehalt und der Durchführbarkeit der in den Ratgebern beschriebenen Anleitungen. Die Titel der einzelnen Folgen sind meistens identisch mit den Titeln der Ratgeberbücher, die in der Sendung mit sehr viel Action und Humor „durchexerziert“ werden. Am Ende der Sendung erfolgt dann ein Fazit über die Brauchbarkeit des jeweiligen Ratgebers.

## Folgen
Staffel 1
1. Wie werde ich Paparazzo?
2. Wie gewinne ich einen Boxkampf?
3. Wie werde ich Spion?
4. Wie schwimme ich durch den Ärmelkanal?
5. Wie komme ich in das Guinness-Buch der Rekorde?
6. Wie überlebt man in der Wildnis?
7. Wie fliege ich mit meinem selbstgebauten Flugzeug?
8. Wie finde ich Gold?

Staffel 2
1. Wie zähme ich ein Wildpferd?
2. Wie hypnotisiere ich einen Hai?
3. Wie werde ich Schlagerstar?
4. Wie schaffe ich ein Hundeschlittenrennen?
5. Wie werde ich Sumōringer?
6. Wie schaffe ich einen Wüstenmarathon?
(→ Marathon des Sables)
7. Wie gewinne ich eine Autorally?

Jede Staffel wird von einem zusammenfassenden Special abgeschlossen.